# Metabioza
Metabioza – w mikrobiologii oznacza następstwo gatunków. Jest to jedna z form współżycia pomiędzy drobnoustrojami. Jeden z nich produkuje metabolity, które hamują jej wzrost natomiast powodują rozwój innych bakterii. Przykładem środowiska w którym zachodzi metabioza może być mleko: w słodkim mleku żyją Lactococcus lactis, których metabolity zakwaszają środowisko co nie sprzyja dalszemu rozwojowi tej bakterii natomiast powoduje rozwój Lactobacillus, który żyje w mleku kwaśnym.
Metabioza czasem jest uważana za postać komensalizmu.